# 477 Italia
A 477 Italia (ideiglenes jelöléssel 1901 GR) a Naprendszer kisbolygóövében található aszteroida. Luigi Carnera fedezte fel 1901. augusztus 23-án.